# یوجی یاماموتو
یوجی یاماموتو (انگلیسی: Yohji Yamamoto؛ زادهٔ ۳ اکتبر ۱۹۴۳) طراح مد و کارآفرین اهل ژاپن است.